# پوست نویسهای ییدا
پوست نویسهای ییدا (به لاتین: Consuetudines Ilerdenses) مجموعه‌ای از قوانین منطقه ییدا بود که به سفارش کنسول‌های شهر و توسط کنسول و فقیه شهر گوئیم بوتت در سال ۱۲۲۸ میلادی تدوین شد. این پوست نویسها اولین کدکس قوانین محلی بودند که در کاتالونیا نوشته شدند، و نه تنها آداب و رسوم مکتوب، بلکه مقررات اعطا شده توسط پادشاهان به شهر، قوانین، ممنوعیت‌هایی که توسط کنسول‌های لریدا دیکته شده بود و استفاده‌های نانوشته را نیز جمع‌آوری کردند.
هدف از تدوین این قوانین چنانچه خود مؤلف در مقدمه بیان می‌کند:
«از بین بردن فرصت سودجوئی برای کسانی بود که وقتی قوانین عرفی به نفعشان بود، تأیید می‌کردند که این عرف وجود دارد، اما اگر در مورد مشابهی علیه منافع آنها استفاده می‌شد، عرف مذکور را انکار می‌کردند.»
پوست نویسها برای مدت تقریباً ۶۰۰ سال به قوت خود باقی ماندند و به شکل‌گیری شهر و جامعه مدنی ییدا کمک کردند.
متن اصلی لاتین پوست نویسها در قرن چهاردهم به کاتالانی ترجمه شد.